# Бордж Бу Ареридж (област)
Бордж Бу Ареридж (на арабски: ولاية برج بوعريريج) е област на Алжир. Населението ѝ е 628 475 жители (по данни от април 2008 г.), а площта 4115 кв. км. Намира се в часова зона UTC+01. Телефонният ѝ код е +213 (0) 35. Административен център е Бордж Бу Ареридж.